# Коголымлор
Коголымло́р (устар. Коголым-Ло́р) — озеро в России, расположено в Сургутском районе Ханты-Мансийского АО, на реке Кирилл-Высъягун, в 4 км западнее устья реки Пинтыръягун, в 37 км к северо-западу от города Когалым.
Сточное, принадлежит бассейну реки Кирилл-Высъягун. Из озера вытекает протока Тугуръягун, которая впадает в реку Пинтыръягун, впадающую в реку Кирилл-Высъягун.
Гидроним Когалым-Лор переводится с хантыйского языка как «Озеро, Где Вымер Мужчина». Площадь водоёма составляет 15,2 км².

## Данные водного реестра
По данным государственного водного реестра России относится к Верхнеобскому бассейновому округу, водохозяйственный участок озера — Обь от впадения реки Вах до города Нефтеюганск, речной подбассейн озера — Обь ниже Ваха до впадения Иртыша. Речной бассейн озера — (Верхняя) Обь до впадения Иртыша.
Код объекта в государственном водном реестре — 13011100111115200004012.